# Брахицериды
Брахицериды (лат. Brachyceridae) — семейство жуков, входящее в состав надсемейства Куркулионоидные (Curculionoidea). Длительное время таксон рассматривался в ранге подсемейства в семействе долгоносиков (Curculionidae). Некоторые энтомологи продолжают придерживаться традиционной точки зрения, но ведущие специалисты считают выделение таксона в самостоятельное семейство обоснованным.
Семейство включает более 500 видов, подавляющее большинство из которых — представители рода Brachycerus. Ископаемые представители этой группы известны с олигоцена и миоцена.

## Описание

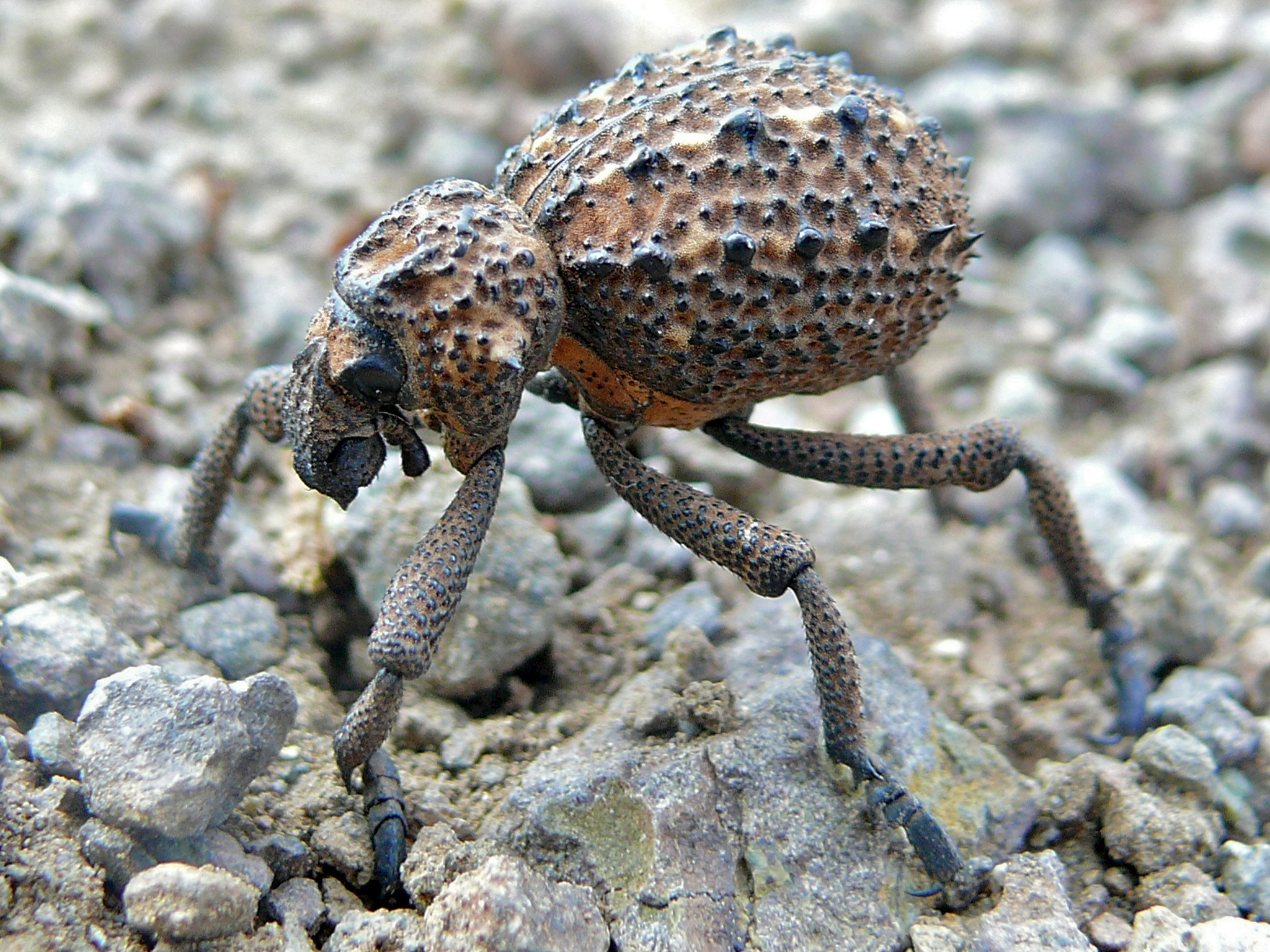
Brachycerus sp. Южная Африка

Жуки средних и относительно крыпных размеров. Тело овальное или почти округлое. Крыльев нет. Окраска тела — чёрная, серая, коричневая, иногда в желтых тонах, часто с узором из красных или оранжевых точек, светлых чешуек или волосков. У большинства видов верхняя сторона тела скульптурирована и сверху и по бокам имеет многочисленные рельефные выросты в виде зубцов, заострённых шипов, рёбер, килей, валиков, бугорков и тому подобное.

## Ареал

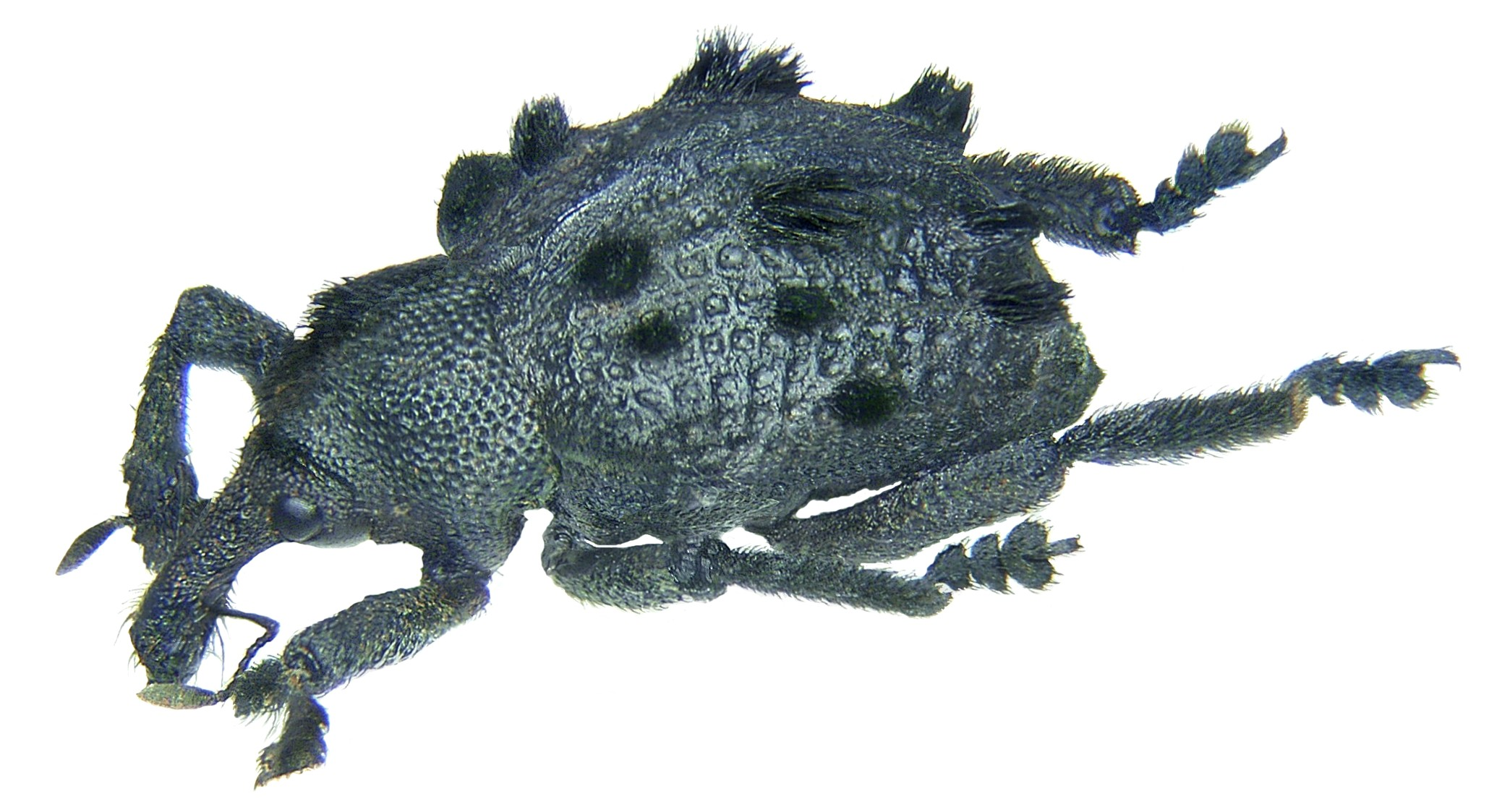
Индонезийский вид Desmidophorus funebris

Ареал семейства охватывает территорию от юга Европы до Южной Африки (включая Мадагаскар), а также Ближний Восток, Малую, Переднюю и Среднюю Азию, Казахстан, отдельные виды известны из Китая, Индонезии, Молуккских островов и на Новой Гвинее. Подавляющее большинство видов обитает в тропической Африке.
На территории России известно, как минимум 5 видов:
- Brachycerus foveicollis Gyllenhal, 1833
- Brachycerus kubanicus Arzanov, 2005
- Brachycerus lutosus Gyllenhal, 1833
- Brachycerus lutulentus Gyllenhal, 1833
- Brachycerus sinuatus Olivier, 1807

## Биология

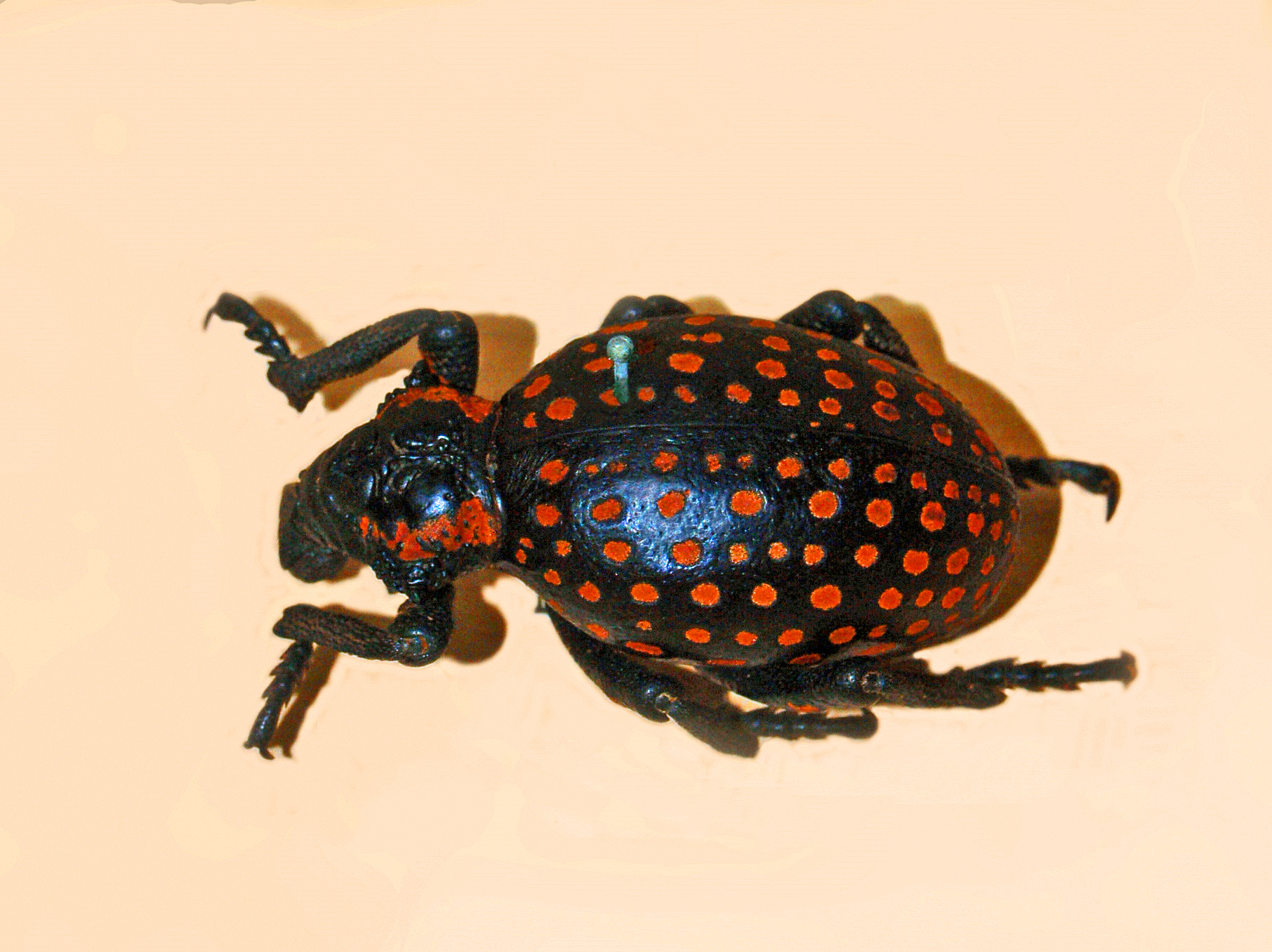
Brachycerus ornatus

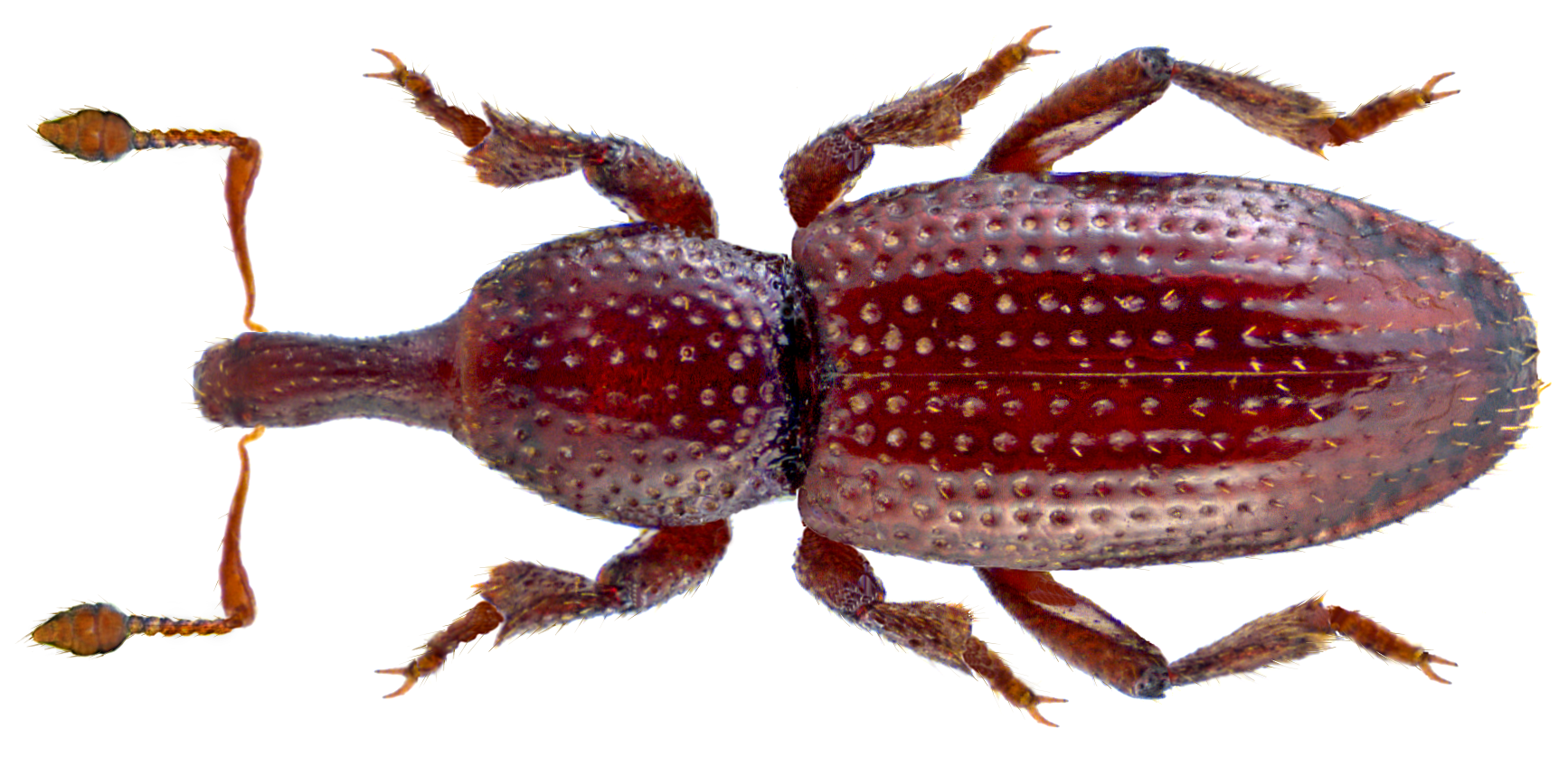
Raymondionymus marqueti

Растительноядные жуки, хотя кормовые растения достоверно известны для небольшого числа видов. Места обитания этих жуков связаны с растениями, которыми они питаются — травами из семейств лилейных, амариллисовых, ароидных и орхидных. В засушливых регионах (степи, пустыни) это растения-эфемероиды, поэтому активные взрослые жуки встречаются здесь в начале теплого времени года с достаточным количеством осадков (на юге Европы — весной). Жуки питаются надземными частями растений, личинки грызут луковицы извне или изнутри. Привязанность к жизненному циклу дикорастущих эфемероидов делает жуков уязвимыми для деятельности человека — уничтожения степей, полупустынь и др.